# May-sur-Orne

May-sur-Orne este o comună în departamentul Calvados, Franța. În 1 ianuarie 2022 avea o populație de 2.017 de locuitori.